# Les contes d'Hoffmann
Les contes d'Hoffmann (in het Nederlands: Hoffmanns vertellingen) is een opera van Jacques Offenbach. Het libretto is van Jules Barbier. De première vond plaats op 10 februari 1881 te Parijs, in de Opéra-Comique.

## Hoofdlijn van het verhaal
Het libretto volgt het toneelstuk, dat Jules Barbier en Michel Carré in 1851 schreven op basis van drie korte verhalen van E.T.A. Hoffmann, een vruchtbaar Duits schrijver en componist uit de Romantiek. Hoffmann wordt geportretteerd als deelnemer in drie van zijn eigen verhalen: Der Sandmann, Rat Krespel, en Die Geschichte vom verlornen Spiegelbilde. Zijn zedelijk en geestelijk verval wordt zichtbaar in het verhaal van drie elkaar opvolgende liefdesgeschiedenissen: lichtzinnig gedweep met een zingende mechanische pop Olympia, echte maar gedwarsboomde liefde met de zangeres Antonia, passief getalm met de courtisane Giulietta. Deze geschiedenissen vormen drie van de vijf bedrijven. In proloog en epiloog wordt Hoffmann getoond als verteller van deze verhalen, terwijl hij wacht op de prima donna Stella, die uiteindelijk een combinatie is van zijn drie eerdere liefdes. En tegelijk wordt zijn voortdurende metgezellin Nicklausse onthuld als zijn muze van de poëzie. Zijn rivaal en vijand Lindorf (die net als Stella in alle bedrijven in een andere gedaante voor komt) verlaat de taverne met Stella aan zijn arm, terwijl Hoffmann vlucht in dronkenschap.

## De verschillende versies van de opera

### Tot en met de première (1881)
Na alle weinig beklijvende opéras bouffes was deze opera voor Offenbach de laatste kans om erkenning als serieus componist te krijgen; hij heeft daar de laatste jaren van zijn leven veel energie in gestoken. De opzet werd al tijdens het componeren fundamenteel gewijzigd: aanvankelijk geschreven voor het Theâtre Gaîté-Lyrique (met bariton Hoffmann en lyrische sopraanrollen), moest deze opera herschreven worden voor de Opéra-Comique (met een tenor Hoffmann en één coloratuursopraan voor de vier vrouwenrollen).
Offenbach heeft de opvoering van zijn opera niet mogen beleven, daar hij ruim 4 maanden daarvoor overleed (op 5 oktober 1880). Vóór zijn dood waren de repetities al begonnen; Offenbach had de orkestratie vrijwel voltooid, maar deze moest voor het slot van het vierde bedrijf en de epiloog nog gedetailleerd worden uitgewerkt.
Na de dood van Offenbach bleef het tegenzitten en waren er wijzigingen noodzakelijk:
- zo werd bij de repetities de mezzosopraan vervangen; de gecombineerde mezzo-rollen Nicklausse en Muze werden verdeeld o.a. naar een actrice.
- Verder was er onvrede over het laatste bedrijf (Giulietta); gedeelten van de muziek werden geschrapt of verplaatst.

De versie op de dag van de operapremière was die van Ernest Guiraud; hij completeerde de partituur en schreef de recitatieven.

### Internationale doorbraak (tot de Tweede Wereldoorlog)

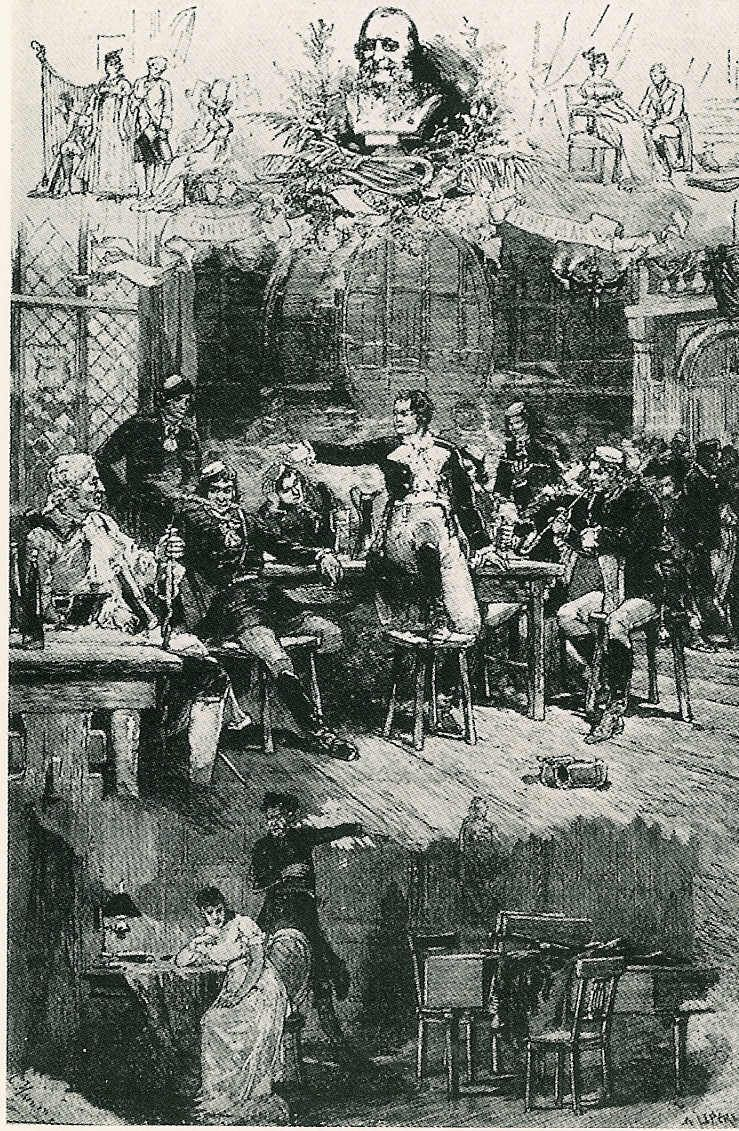
Hoffmanns vertellingen (proloog)

Internationaal kwam de uiteindelijke roem maar langzaam op gang. Mogelijk is er origineel materiaal verloren gegaan bij de brand in Salle Favart in 1887. De enorme brand in het Weense Ringtheater in 1881 – waar de tweede uitvoering van Les Contes zou beginnen - gaf deze opera een faam van pech, die een snelle internationale verspreiding in de weg stond.
De echte internationale zegetocht begon na een spectaculaire productie in Berlijn in 1905. Er waren toen (net als in Monte Carlo (1904)) in het Giulietta-bedrijf twee passages toegevoegd op muziek van André Bloch en met tekst van Pierre Barbier (zoon van de oorspronkelijke schrijver):
- een aria Scintille diamant voor Dapertutto (op muziek uit “Le voyage dans la lune”);
- Een sextet (Hélas mon coeur) rond het thema van de Barcarolle als briljante finale;

Andere veranderingen waren al veel eerder ingevoerd:
- stierf Giulietta ooit de gifdood, sinds 1881 eindigt ze in de armen van haar bediende Pitichinaccio;
- de gesproken dialogen (immers première in Opéra Comique dus gesproken gedeelten) waren al van muziek voorzien.

Choudens (1907) voegde daar zijn ideeën nog aan toe:
- Een vervallen aria van Daperttutto kwam bij Coppélius terecht: J’ai des yeux, des vrais yeux
- Extra scène in het Giulietta-bedrijf, waarin Hoffmann ontdekt dat zijn spiegelbeeld is verdwenen.

In deze vorm werd de opera een groot succes, door het spectaculaire toneelbeeld en individuele nummers als: legende van Kleinzach (ballade); Olympia’s lied; en vooral de Barcarolle.
Vaak werden de rollen verdeeld over verschillende sopranen: het werd als een uitgelezen kans gezien om meerdere diva's na elkaar op het toneel te laten verschijnen. Maar door in drie bedrijven elke solist een andere rol te laten spelen bereikt men juist de kern, die de dramatische eenheid aan dit stuk geeft.

### Streven naar authenticiteit (na de Tweede Wereldoorlog)
Sinds de Tweede Wereldoorlog is er een tendens om de muziek te ontdoen van de toevoegingen. Bij de gerestaureerde versies gaat het om:
- herstel van de oorspronkelijke volgorde van de bedrijven;
- één sopraan en één bariton als heldin, onderscheidenlijk schurk in de drie middelste bedrijven;
- Nicklausse en Muze (krijgt haar muziek weer terug) zijn één en dezelfde.

Nieuwe authentieke versies zijn van Antonio Almeida, Jean-Christophe Keck en van Michael Kaye. De Choudens-versie met toevoegingen van Fritz Oeser blijft evenwel gebruikelijk.
Uitvoeringen die de sopraanrollen niet verdelen, zijn zeer zwaar voor de sopraan: Olympia vergt een coloratuurzangeres met stratosferische hoogte, Antonia is geschreven voor een lyrisch stemtype, en Giulietta wordt gewoonlijk uitgevoerd door een dramatische sopraan of zelfs een mezzosopraan. Sopranen die op hoog niveau al deze vier rollen (de kleinere rol van Stella inbegrepen) op zich namen zijn: Beverly Sills, Dame Joan Sutherland, Edita Gruberová, Catherine Malfitano, Ruth Ann Swenson en Vina Bovy (die dat als eerste deed). Voor het dramatische aspect is dat van belang aangezien zowel Olympia, Antonia als Giulietta facetten zijn van een en dezelfde persoon: Stella, de onbereikbare liefde van Hoffmann.
Ook het door één bariton laten uitvoeren van de vier schurkenrollen is dramatisch van belang: alle vier zijn ze manifestaties van het Kwaad.

### Verfilmingen
- Hoffmanns Erzählungen (1911), Regie: Jacob en Luise Fleck[1]
- Hoffmanns Erzählungen (1916), Regie: Richard Oswald[2]
- Hoffmanns Erzählungen (1923), Regie: Max Neufeld[3]
- Hoffmanns Erzählungen (1951), Regie: Michael Powell en Emeric Pressburger[4]
- Hoffmanns Erzählungen (1970), Regie: Walter Felsenstein en Georg F. Mielke[5]

## Rolverdeling
| Stemsoort                                                                                                   | Rol                                         | Première 10 februari 1881 |
| --- | ------------------------------------------- | ------------------------- |
| Tenor | Hoffmann, een dichter                       | Jean-Alexandre Talazac    |
| Mezzosopraan                                                                                                | Nicklausse, een vriendin van Hoffmann       | Marguerite Ugalde         |
| | de Muze                                     |                           |
| | Een Geest, Antonia's moeder                 |                           |
| Sopraan | Olympia, een pop                            | Adèle Isaac               |
| | Antonia, de dochter van Crespel             |                           |
| | Giulietta, een courtisane                   |                           |
| | Stella, een prima donna                     |                           |
| Alternatief: meerdere sopranen                                                                              |                                             |                           |
| Coloratuursopraan                                                                                           | Olympia, een pop                            |                           |
| Lyrische sopraan                                                                                            | Antonia, de dochter van Crespel             |                           |
| Dramatische sopraan                                                                                         | Giulietta, een courtisane                   |                           |
| | Stella, een prima donna                     |                           |
| Bas of bariton                                                                                              | Lindorf, raadsheer van Neurenberg           | Emile-Alexandre Taskin    |
| | Coppelius, maakt ogen, uitvinder            |                           |
| | Dokter Miracle                              |                           |
| | Kapitein Dapertutto, een tovenaar           |                           |
| Tenor | Spalanzani uitvinder                        | E. Gourdon                |
| Bas of bariton                                                                                              | Crespel, een vioolbouwer, vader van Antonia | Hypolite Belhomme         |
| Tenor | Andrès, bediende van Stella                 | Pierre Grivot             |
| | Cochenille, bediende van Spalanzani         |                           |
| | Frantz, bediende van Crespel                |                           |
| | Pitichinaccio, bediende Giulietta           |                           |
| Bariton | Luther, de waard                            | Troy                      |
| Bariton | Peter Schlemil                              |                           |
| Bariton | Hermann, student                            | Teste                     |
| Bariton | Nathanael, student                          | Chenevières               |
| Bariton | Wolfram, student                            |                           |
| Bariton | Wilhelm                                     |                           |
| Studenten, taveernepersoneel, onzichtbare geesten, gasten van Spalanzani, lakeien, genodigden van Giulietta |                                             |                           |

## Synopsis

### Eerste bedrijf: Proloog
De taveerne van Luther dicht bij de opera van Neurenberg
- Een onzichtbaar koor van wijn- en biergeesten (Glou, glou, glou, je suis la bière).
- De muze van Hoffmann weeklaagt over Hoffmanns bandeloosheid (La verité dit-on, sortit d’un puits) en vermomt zich als studievriend: Nicklausse.
- Raadsheer Lindorf, een machtig lokaal politicus komt binnen. Hij voert Stella’s bediende Andrès met zich mee. Deze heeft een brief van Hoffman met een sleutel voor haar kleedkamer, waarin Stella voor diezelfde avond een afspraak maakt met de dichter (Stella zingt op dit moment in een voorstelling van Mozarts Don Giovanni) in een naburig theater. Lindorf ontfutselt Andrès de brief door hem om te kopen, en zingt de triomfantelijke aria (Dans les rôles d’amoureux langoureux): hij wint de vrouwen, niet door zijn uiterlijk, maar door zijn duivelse geest. [Hij is - in dit eerste bedrijf - de eerste incarnatie van het kwaad; het noodlot van Hoffmann]
- Rumoerige studenten en Luther komen binnen met drinkliederen en toosten op Stella. Hoffmann en Nicklausse komen binnen; het is de pauze in de voorstelling van Don Giovanni in het naburige theater. Nicklausse neuriet een plagerig citaat uit Don Giovanni (Notto e giorno faticar). Hoffmann is humeurig, en denkt aan Stella, die hij vroeger beminde. Maar men haalt hem over het verhaal van de dwerg Kleinzach te vertellen (il était une fois à la cour d' Eisenach). Midden in de ballade (bij de woorden "sa figure") verandert hij het lied in een lofzang op een prachtige vrouw.
- Hoffman herkent Lindorf als zijn eeuwige tegenstander en voorspelt rampspoed. Er volgt een puntig woordenspel (duo de la politesse). De studenten en Hoffmann vergelijken elkaars gelieven; Hoffmann schildert Stella af als artieste, meisje en courtisane in één persoon. De studenten gaan er na het vullen van de glazen eens voor zitten om Hoffmanns liefdesgeschiedenissen te horen. De pauze in het theater is voorbij, maar Hoffmann horen ze liever dan Don Giovanni. Lindorf verwacht dat ze over een uur stomdronken zullen zijn.

### Tweede bedrijf: Olympia
Het kabinet van de fysicus Spalanzani
- De vreemde uitvinder Spalanzani hoopt met zijn laatste vinding - een mechanische pop – weer wat geld te verdienen, nu hij alles kwijt is door bankroet van zijn bankier. Hij vreest echter, dat de brillenmaker en uitvinder Coppélius [de incarnatie van het Kwaad in dit bedrijf] zijn aandeel zal opeisen; hij was zijn compagnon. Hij stelt de mechanisch zingende pop aan Hoffmann (in dit bedrijf leerling van Spalanzani) voor als zijn dochter. Hij gaat erop uit om gasten uit te nodigen voor een optreden van zijn dochter.
- Hoffmann bespiedt de “slapende” Olympia ((Allons! Courage et confiance)). Nicklausse waarschuwt hem dat het slechts een pop is (Voyez-la sous son éventail). Maar Hoffmann is al niet meer voor rede vatbaar.
- Coppélius komt binnen met optische instrumenten, ogen en ook een bril met toverkracht die alles wat men daar door ziet prachtig maakt (J'ai des yeux). Hoffmann raakt volledig verliefd op Olympia, die hij als een echte vrouw ziet door deze toverbril.
- Spalanzani scheept Coppélius af met een waardeloze wissel (van de betrouwbare firma Elias) als Coppélius zijn aandeel in de pop vraagt (waarvan hij de ogen heeft gemaakt).
- De gasten komen binnen met een statig menuet (Non aucun hôte).
- Spalanzani presenteert zijn dochter met haar coloratuuraria (Les oiseaux dans la charmille), die steeds even wordt onderbroken om Spalanzani het mechaniek op te laten winden.
- Spalanzani vraagt Hoffmann op Olympia te letten; Nicklaus vindt het vreemd dat Olympia niet mee dineert. Hoffmann is in vervoering (Ah! vivre deux!) tegenover Olympia, die als een automaat op zijn aanrakingen reageert en -het verkeerde knopje geraakt?- hem uiteindelijk - in cirkels dribbelend - ontvlucht.
- Hoffmann is overtuigd van de wederkerigheid van zijn liefde voor Olympia en hij negeert de waarschuwingen van Nicklausse. Coppélius komt woedend binnen; zijn cheque bleek waardeloos. Hij verdwijnt naar de kamer van Olympia.
- Olympia moet nu haar danskunsten vertonen aan de gasten en Hoffmann zal haar partner zijn. Hoffmann en Olympia dansen steeds wilder. Hoffmann kan het niet bijhouden, hij valt en breekt de bril. Olympia walst de kamer uit en men hoort hoe Coppélius Olympia woedend vernietigt.
- Te midden van de gasten, die hem bespotten, beseft Hoffmann dat hij verliefd was op een automaat.

### Derde bedrijf: Antonia
Entr’acte. Een kamer in het huis van de vioolmaker Crespel. Muziekinstrumenten aan de muur. Antonia aan de piano met een portret van haar overleden moeder aan de muur.
- Antonia zingt een nostalgisch lied (romance) over verloren liefde (Elle a fui, la tourtelle) en valt uitgeput neer. Crespel maant haar niet meer te zingen; ze heeft de van haar moeder geërfde dodelijke borstkwaal. Hij heeft zich naar München gehaast omdat Hoffmann haar in vervoering zou brengen, haar zou stimuleren als zangeres.
- De huisknecht Frantz mag niemand binnen laten, maar hij is oud en doof en beklaagt zich dat hij zich maar steeds afslooft (Jour et nuit je me mets en quatre): hij neemt zich voor een liedje te zingen of .. beter nog een dansje te maken. Hoffmann en Nicklausse slippen dan ook gemakkelijk binnen.
- [Nicklausse probeert een viool (Vois vous l’archet frémissant)]. Hoffmann aan de piano vangt een lied aan (C’est une chanson d’amour), dat na binnenkomst van Antonia zich ontwikkelt tot een duet. Ze vertelt dat het zingen haar door haar vader verboden is, en na binnenkomst van Crespel vlucht ze naar haar kamer. Hoffmann verbergt zich.
- Nu is het de beurt aan Dokter Miracle om zeer tegen de zin van Crespel binnen te glippen. Hij vreest dat Miracle na zijn vrouw nu ook zijn dochter zal doden. Dokter Miracle is in dit bedrijf de incarnatie van het kwaad.
- Miracle stelt ten overstaan van Hoffmann en Crespel (trio Pour conjurer le danger), dat hij als enige Antonia kan genezen. Hoffmann en Crespel raken zich wanhopig bewust van het gevaar. Door de muren heen magnetiseert Dokter Miracle Antonia om te zingen; en zij laat zich ook horen. Crespel gooit uiteindelijk Dokter Miracle de deur uit.
- Hoffmann spoort Antonia aan de raad van haar vader te volgen en niet meer te zingen. Antonia belooft dat, maar zingt verdrietig alleen bij zichzelf dat Hoffmann medeplichtige van haar vader is geworden. Miracle verschijnt en verleidt haar tot zingen door haar aan haar en haar moeders vroegere successen te herinneren.
- Miracle roept de stem van Antonia's moeder op; en ("uit het portret") spreekt de stem van de moeder (Chère enfant). Er volgt een uitzinnig trio, waarbij Dokter Miracle Antonia opzweept om zich steeds meer in haar zang te laten gaan.
- Als Hoffmann en Crespel binnenstormen is Antonia stervende. Crespel wil Hoffmann met een mes te lijf. Hoffmann roept om een dokter. Dokter Miracle verschijnt op die oproep en verklaart Antonia dood. Hoffmann en Crespel zijn wanhopig.

### Vierde bedrijf: Giulietta
Een paleis met uitzicht over het Grand Canal in Venetië
- De (wereldberoemde) Barcarolle gezongen door - hoe onwaarschijnlijk ook als paar - Nicklausse en (de "courtisane") Giulietta: Belle Nuit, ô nuit d'amour.
- Een feest is gaande en Hoffmann bezingt in een krachtig drinklied: (Amis l'amour tendre et rêveur, erreur) de felle kortstondige, niet sentimentele liefde.
- Giulietta stelt de gasten aan elkaar voor die gaan kaarten. Nicklausse waarschuwt Hoffmann hem te paard te ontvoeren, zodra hij amoureuze belangstelling toont: hij verwijst naar Schlémil, die al ten offer is gevallen aan Giulietta. Maar Hoffman ziet geen gevaar.
- De tovenaar Dapertutto verschijnt en betovert Giulietta met een stralende diamant (Scintille, scintille diamant). Hij draagt haar op om het spiegelbeeld van Hoffmann te stelen, net als ze dat bij Schlémil heeft gedaan.
- Hoffmann alleen met Giulietta bekent haar in een lyrische aria zijn passie (O Dieu! de quelle ivresse). Zij wil zijn spiegelbeeld als herinnering. Er volgt een steeds hartstochtelijker duet. Hoffmann geeft zijn spiegelbeeld cadeau.
- Schlémil komt binnen, beschuldigt Giulietta van ontrouw. Hoffmann ontdekt dat hij niet langer in de spiegel zichtbaar is.
- Hier begint een septet. Hoffmann bekent zijn liefde. Dapertutto en Pittichinaccio betuigen hun minachting voor de dichter. Giulietta bekent dat alleen de diamant onweerstaanbaar is. Schlémil denkt alleen aan wraak. Nicklaus en koor beschouwen Hoffmann met medelijden. Het septet, de Barcarolle, valt stil.
- Giulietta kondigt aan dat de Barcarolle voorbij is en gaat naar haar boudoir. De zangers schakelen over van zingen naar parlando. Hoffmann krijgt de degen van Dapertutto aangereikt en gaat met Schlémil het gevecht aan, waarbij Schlémil wordt gedood en Hoffmann hem de sleutel naar de kamer van Giulietta ontneemt. Maar Giulietta laat Hoffmann over aan Dapertutto en vertrekt in een gondel, terwijl zij Pittichinaccio demonstratief omhelst. Onder honend gelach van Dapertutto en Giulietta redt Nicklaus Hoffmann van de politie.

### Vijfde bedrijf: Epiloog
De taverne van Luther in Neurenberg.
- Hoffmann is dronken. Lindorf denkt dan ook nu het spel gewonnen te hebben. De voorstelling in de opera naast de taverne eindigt met applaus; men toost op het succes van Stella. Luther zet de punch op en de studenten hernemen hun drinklied van het eerste bedrijf (Luther est un brave homme).
- Uiteindelijk komt de prima donna binnen. Maar Hoffmann is zo dronken, dat hij niets heeft in te brengen als Lindorf haar mee naar buiten neemt. Hoffmann stort dronken ineen, na nog een couplet van de legende van Kleinzack te hebben gezongen.
- Nicklausse neemt weer de oorspronkelijke gedaante aan: Hoffmanns Muze en zingt hem toe dat inspiratie de enige troost voor een dichter is. Het koor geeft als antwoord, dat men door liefde maar vooral door tranen groter wordt (On est grand par l’amour et plus grand par les pleurs).